# 阿勞基塔
阿勞基塔是哥倫比亞的城鎮，位於該國東北部，由阿勞卡省負責管轄，始建於1675年，面積3,281平方公里，海拔高度165米，主要農產品有黑豆、稻米、玉米和甘蔗，2005年人口为15,951人。
7°01′49″N 71°26′08″W / 7.03028°N 71.4356°W